# Danny Muller
Daniël "Danny" Muller (Ámsterdam, 11 de agosto de 1969) es un exfutbolista neerlandés.

## Trayectoria
Hijo del internacional neerlandés Bennie Muller, exjugador del Ajax de Ámsterdam, inició su carrera en las categorías inferiores del club ajacied. El verano de 1988, cuando pertenecía al equipo Júnior A del Ajax, Johan Cruyff le fichó para el FC Barcelona. El vínculo familiar existente entre ambos —Muller era pareja de Chantal, hija mayor de Johan Cruyff— provocó que fuese bautizado críticamente como yernísimo por algunos medios deportivos barceloneses.
Tras realizar la pretemporada 1988/89 con el primer equipo azulgrana, pasó a jugar en el Barcelona Atlètic, en Segunda División. Su inclusión en el equipo fue cuestionada por el técnico del filial, Lluís Pujol, quien posteriormente afirmó que su alineación le fue impuesta por Cruyff, en detrimento de otros jugadores locales. En total Muller disputó 28 partidos y marcó dos goles. El descenso a Segunda División B le impidió seguir en el filial otra temporada, al estar prohibida la participación de extranjeros en esa categoría. El FC Barcelona negoció infrucutosamente su cesión a otro club catalán de Segunda División y, finalmente, no ejerció la opción de compra sobre el jugador, por lo que Muller regresó al Ajax.
Sin opciones en el primer equipo del Ajax, se marchó a la Primera División de Bélgica, para jugar primero en el Standard Lieja, donde tampoco tuvo minutos de juego, y posteriormente cedido al Boom FC. Entre 1993 y 1997 vivió los mejores años de su carrera profesional en la Eredivisie, entre el AZ Alkmaar y el RKC Waalwijk.
Una lesión crónica en el tendón de Aquiles lastró su carrera, especialmente en su recta final, en la que apenas pudo jugar. Se retiró a los 31 años en el Cambuur Leeuwarden.

## Clubes
| Club                 | País         | Año       |
| -------------------- | ------------ | --------- |
| FC Barcelona Atlètic | España       | 1988-1989 |
| AFC Ajax             | Países Bajos | 1989-1990 |
| Standard Lieja       | Bélgica      | 1990-1992 |
| Boom FC              | Bélgica      | 1992-1993 |
| AZ Alkmaar           | Países Bajos | 1993-1994 |
| RKC Waalwijk         | Países Bajos | 1994-1997 |
| Royal Antwerp FC     | Bélgica      | 1997-1998 |
| SC Cambuur           | Países Bajos | 1998-2000 |